# Сутяга (река)
Сутяга (Каменка) — река в России, протекает в Переславском районе Ярославской области.
Устье реки находится в 235 км по левому берегу реки Нерль. Исток реки находится западнее деревни Тараскино в Переславском районе. Река проходит через озеро Вашутинское. После озера в нижнем течении река называется Каменка. Длина реки составляет 17 км.

## Данные водного реестра
По данным государственного водного реестра России относится к Окскому бассейновому округу, водохозяйственный участок реки — Нерль от истока и до устья, речной подбассейн реки — бассейны притоков Оки от Мокши до впадения в Волгу. Речной бассейн реки — Ока.
Код объекта в государственном водном реестре — 09010300812110000032296.